# Arthur Giry

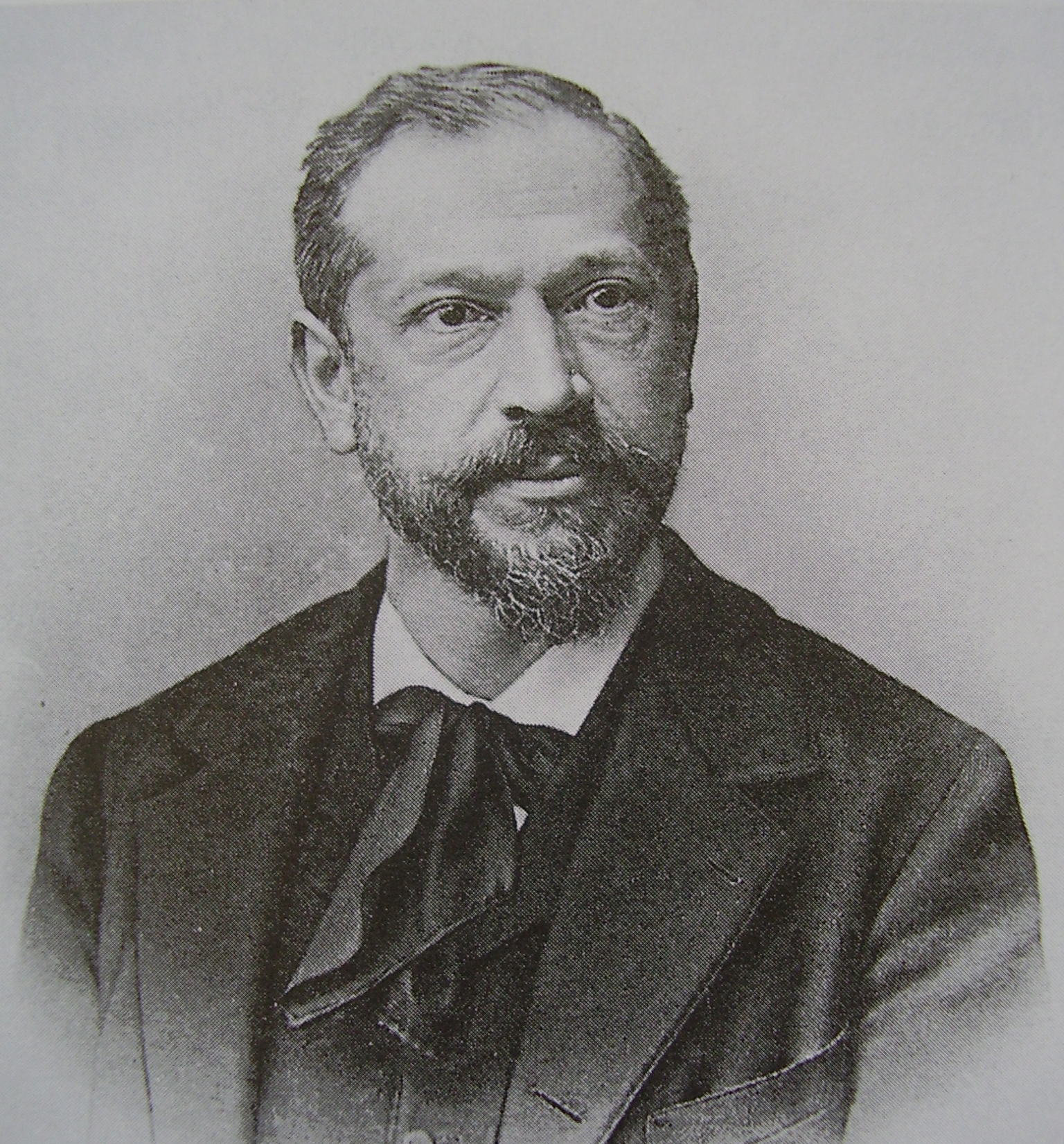

Jean-Marie Joseph Arthur Giry (* 29. Februar 1848 in Trévoux; † 13. November 1899 in Paris) war ein französischer Diplomatiker und Historiker.

## Jugend
Arthur Giry ist der Sohn eines Steuereinnehmers in Joigny. Nach einer klassischen Ausbildung trat er in die École nationale des chartes ein, wo der Unterricht von Jules Quicherat ihn zum Studium der mittelalterlichen Geschichte bewog. Parallel verfolgte er seit ihrer Gründung 1868 Kurse an der École pratique des hautes études und an der juristischen Fakultät, an der er 1875 seine Zulassung erwarb.

## Der Historiker
Giry begann seine Forschungen mit den kommunalen Urkunden von Saint-Omer, seine Abschlussarbeit an der École des chartes trug den Titel Prolégomènes du cartulaire de l’église Notre-Dame de Saint-Omer (1870). Er erhielt 1874 eine Anstellung an der École des hautes études und wurde zum Studienleiter ernannt. Seine erste bedeutende Publikation war Histoire de la ville de Saint-Omer et de ses institutions jusqu’au XIVe siècle (1877). Er erweiterte seinen Arbeitsbereich auf andere Städte nach dem Vorbild von Augustin Thierry.
Das systematische Heranziehen einer großen Zahl von kommunalen und Departementsarchiven führten zur Erneuerung der historischen Forschung zu französischen Städten im Mittelalter: seine Vorlesungen an der École des hautes études zu diesem Thema erbrachten mehrere Publikationen, darunter Les Établissements de Rouen (1883–1885), Étude sur les origines de la commune de Saint-Quentin (1887) und Sur les relations de La royauté avec les villes de France de 1180 à 1314 (Dokumentensammlung, 1885).
An der École des chartes wurde Arthur Giry Assistent (1883) und dann Nachfolger (1885) von Louis de Mas Latrie, nachdem er sieben Jahre lang (seit 1878) Sekretär der École gewesen war. Mit dem Werk Manuel de diplomatique (1894), das heute noch benutzt wird, wurde er der zweite Vater der Diplomatik (nach Jean Mabillon). 1896 wurde er in die Académie des inscriptions et belles-lettres gewählt.
Mit seinen Schülern trug Giry sowohl zur Herausgabe karolingischer Diplome für die Monumenta Germaniae Historica als auch den Annalen der Epoche bei, wobei er selbst für die Regierungszeit Karls des Kahlen zuständig war. Er starb, bevor er die Arbeit fertigstellen konnte.

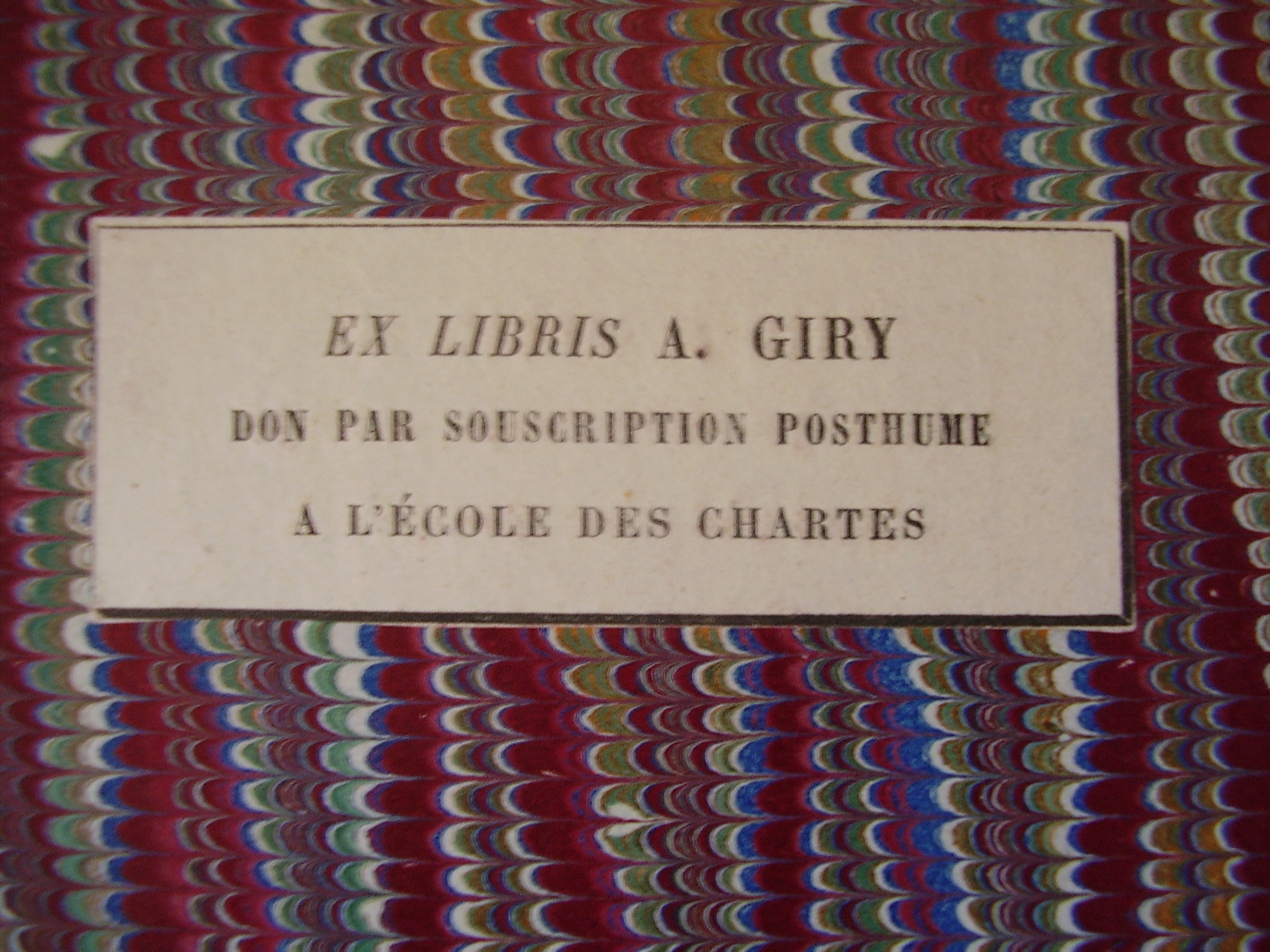
Ex-libris Arthur Giry
vermachte seine Bibliothek der École nationale des chartes

Giry studierte auch die mittelalterlichen Texte, die technische Methoden in der Kunst und im Handwerk behandeln. Er publizierte eine Neuausgabe von Theophilus Presbyters Diversarum artium schedula und verbrachte jeden Samstagvormittag im Labor des Chemikers Aimé Girard (1830–1898) am Conservatoire national des arts et métiers; seine Resultate fanden Eingang in den ersten Band von Marcellin Berthelots Werk Chimie au Moyen Âge (1894). Er beteiligte sich aktiv an der Collection de textes relatifs à l’histoire du Moyen Âge, verantwortete den Bereich Histoire de France in der Grande Encyclopédie, für die er mehr als hundert Artikel schrieb, und redigierte mehrere Kapitel der Histoire générale von Ernest Lavisse und Alfred Rambaud.

## Die Affäre Dreyfus
Arthur Giry hat seine politischen Ansichten niemals verborgen. Als Freund von Paul Meyer und Gabriel Monod arbeitete er mit an der laizistischen und republikanischen Revue historique. Obwohl Freimaurer und Freidenker, wurde er niemals politisch aktiv. Er war ein reiner Positivist, Radikaler, Gelehrter und Atheist, was ihn aber nicht daran hinderte, Gruppen wie dem Comité de défense des Arméniens oder dem  Comité pour la protection des indigènes beizutreten.
Seine Kompetenzen als Diplomatiker und Paläograph waren in der Dreyfus-Affäre von Nutzen: er wurde als Experte auf Seiten von Émile und Auguste Molinier, Paul Meyer und Paul Viollet berufen. Émile Zola bat ihn 1898, das Bordereau vom 13. Oktober 1894 zu begutachten und zu bestimmen, ob es sich dabei um die Schrift von Alfred Dreyfus handele. Seine Expertise ergab Dreyfus’ Unschuld und die Ähnlichkeit des Schriftbilds mit der Handschrift Esterházys. Er nahm an der Gründung der Ligue française pour la défense des droits de l’homme et du citoyen teil und wurde Mitglied in deren erstem Vorstand.
1899 wurde er (neben Marin-Étienne Charavay, Paul Meyer und Auguste Molinier) zur Teilnahme am Prozess vor dem Kassationshof geladen, in dem er das Bordereau ausdrücklich Esterházy zuschrieb, woraufhin der Gerichtshof das Urteil von 1894 aufhob. Er nahm noch am zweiten Dreyfus-Prozess in Rennes im gleichen Jahr teil, starb aber wenig später. An seiner Beerdigung auf dem Cimetière Montparnasse nahmen zahlreiche Persönlichkeiten teil, darunter Zola und Joseph Reinach. Der streng katholische Paul Viollet verlas dabei eine Rede, die den Humanismus des Voltairianers Giry pries.

## Werke
- L’École des chartes, 1875
- Les établissements de Rouen, 1883
- Analyse et extraits d’un registre des archives municipales de Saint-Omer, 1166–1778, 1875
- Notes sur l’Influence artistique du Roi René, 1875
- Histoire de la ville de Saint-Omer et de ses institutions, 1877 (2. Platz beim Prix Gobert  1878 der Académie des inscriptions et belles-lettres)
- Notice sur un traité du Moyen Âge intitulé : De coloribus et artibus Romanorum, 1878
- Recueil de fac-similés à l’usage de l’École des chartes, 1880
- Chartes de Saint-Martin de Tours collationnés par Baluze, 1881
- Cartulaires de l’église de Térouane, 1881
- Jules Quicherat, 1814–1882, 1882
- Documents sur les relations de la royauté avec les villes en France de 1180 à 1314, 1885
- Mélanges d’archéologie et d’histoire, 1885–1886
- Études sur les origines de la commune de Saint-Quentin, 1887
- Les derniers Carolingiens, Lothaire, Louis V, Charles de Lorraine (954–991), 1891
- Manuel de diplomatique : diplômes et chartes, chronologie technique, éléments critiques et parties constitutives de la teneur des chartes, les chancelleries, les actes privés, 1894
- La Donation de Rueil à l’abbaye de Saint-Denis, examen critique de trois diplômes de Charles le Chauve, 1895
- La France et l’Affaire Dreyfus, 1899.
- Étude critique de quelques documents angevins de l’époque carolingienne, 1900
- Notices bibliographiques sur les archives des églises et des monastères de l’époque carolingienne, 1901
- Monuments de l’histoire des abbayes de Saint-Philibert (Noirmoutier, Grandlieu, Tournus), 1905
- Recueil des actes de Charles II le Chauve, roi de France, begonnen von Arthur Giry, fortgeführt von Maurice Prou, abgeschlossen unter der Leitung von Ferdinand Lot und Clovis Brunel, 1955